# ホアンヤ語
ホアンヤ語（ホアンヤご）はオーストロネシア語族台湾諸語に属する言語である。漢字では洪雅語、和安雅語、洪安雅語と表記される。台湾のホアンヤ族により話されていた。かつては台湾の南西部に話者が分布していた。